# Wilhelmine de Bade
Titre
Grande-duchesse de Hesse et du Rhin
6 avril 1830 – 27 janvier 1836
(5 ans, 9 mois et 21 jours)
Wilhelmine de Bade, née le 10 septembre 1788 à Karlsruhe et morte à Offenbach am Main le 27 janvier 1836, fille du prince héréditaire Charles-Louis de Bade et de sa femme et cousine germaine Amélie de Hesse-Darmstadt (fille de Louis IX de Hesse ; sœur de Louis X-Ier, de Frédérique-Louise de Prusse et de Wilhelmine-Louise de Russie), était une princesse de Bade devenue par mariage landgravine puis grande-duchesse de Hesse et du Rhin.

## Biographie
Wilhelmine est la petite-fille du margrave Charles-Frédéric de Bade-Durlach (Charles Ier de Bade) qui réunit par héritage en 1771 toutes les possessions de la Maison de Bade. Prince éclairé, sa politique fit l'admiration de toute l'Europe. Veuf en 1783 de la princesse Caroline-Louise de Hesse-Darmstadt (sœur de Louis IX, tante paternelle de sa bru Amélie), le margrave voulut se remarier, au grand dam de son fils le margrave-héritier Charles-Louis, déjà pourvu d'une nombreuse famille, qui craignait que ce mariage n'obère les finances du margraviat et de sa belle-fille Amélie de Hesse-Darmstadt qui souhaitait conserver le rôle de première dame. Le vieux margrave contracta alors en 1787 un mariage morganatique. L'épouse, Louise-Caroline Geyer von Geyersberg, de 40 ans la cadette de son mari, fut titrée comtesse de Hochberg. Suivant les lois de l'Empire, les enfants issus de ce genre de mariage n'étaient pas dynastes (ils accéderont pourtant au trône de Bade en 1830 avec Léopold Ier !). C'est donc dans une famille divisée mais appelée à la gloire que naît la princesse Wilhelmine en 1788.
En effet, en 1793, la tsarine Catherine II de Russie choisit comme épouse pour son petit-fils et héritier putatif une des filles de Charles-Louis et Amélie, Louise-Augusta. Dès lors les trônes européens furent proposés aux princesses de Bade : Caroline épousa l'héritier du trône de Bavière Maximilien (veuf en 1796 de Wilhelmine de Hesse-Darmstadt nièce de Louis IX, la tante maternelle de Louis II de Hesse ci-dessous - le mari de Wilhelmine de Bade - et la cousine germaine d'Amélie de Hesse) ; Frédérique épousa le roi de Suède Gustave IV Adolphe ; Marie devint duchesse de Brunswick en épousant Frédéric-Guillaume de Brunswick-Wolfenbüttel.

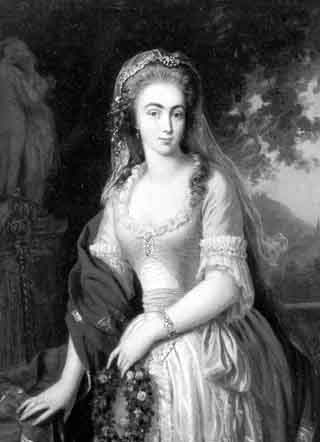
Wilhelmine de Bade, adolescente (?)

En 1801, au cours d'un voyage en Suède, le margrave héréditaire Charles-Louis trouva la mort laissant la succession à son unique fils Charles, âgé de 15 ans. Benjamine de la fratrie, Wilhelmine épousa à 16 ans en 1804 son cousin germain le landgrave héréditaire Louis de Hesse-Darmstadt (futur grand-duc Louis II ; à la fois petit-fils - par son père Louis X-Ier - et petit-neveu - par sa mère Louise - de Louis IX) qui en avait 27. C'était la troisième génération de Bade et de Hesse-Darmstadt qui s'alliait par mariage. Pendant ce temps, les armées de la Révolution française avait sillonné l'Europe, mis à bas le presque millénaire Saint-Empire romain germanique. En 1803 puis 1805, Napoléon Bonaparte, premier consul puis Empereur des Français avait de son propre fait réorganisé l'Allemagne en créant une Confédération du Rhin dont il s'était arrogé la mission et le titre de "protecteur". Les princes allemands s'étaient ralliés au nouveau pouvoir. Entre autres, le beau-père de Wilhelmine devint grand-duc de Hesse et du Rhin (ou Louis Ier de Hesse-Darmstadt) ; l'Electeur de Bavière - mari de Caroline de Bade - fut fait roi ; le vieux margrave de Bade Charles-Louis était devenu le grand-duc Charles Ier.
Il mourut chargé d'ans en 1811 (il était né en 1728) laissant le trône à son petit-fils Charles II de Bade que Napoléon avait marié à une nièce du premier mari de son épouse Joséphine, qu'il avait adoptée et créée "princesse impériale" pour l'occasion, Stéphanie de Beauharnais. À la chute de l'empire français, les princes allemands rejoignirent les forces contre-révolutionnaires et, tout en gardant leur titre et - si possible - leurs possessions, intégrèrent la nouvelle Confédération germanique.
Pendant ce temps, le couple grand-ducal hessois avait donné le jour à trois fils (le second était mort à la naissance en 1807), le futur Louis III en 1806 et Charles en 1809. La succession était assurée mais Wilhelmine n'en supportait pas moins difficilement les aventures passagères de son mari. Vers 1820, le grand-duc acheta pour la grande-duchesse le domaine d'Heiligenberg.
La grande-duchesse mit au monde quatre enfants entre 1821 et 1824. Bien qu'ils eussent été reconnus officiellement par son époux le grand-duc Louis II, il semble que ses quatre plus jeunes enfants soient le fruit de la relation adultérine que la grande-duchesse entretenait avec un gentilhomme suisse de 6 ans son cadet qui exerçait la fonction d'écuyer et d'aide de camp, Auguste de Senarclens de Grancy (1794-1871).
En 1824, sa nièce la duchesse Sophie de Bavière, fille de Caroline de Bade, épousa l'archiduc François-Charles alors promis au trône impérial d'Autriche. Elle fut la mère de l'empereur François-Joseph. En 1833, le grand-duc héréditaire Louis III de Hesse-(Darmstadt) et du Rhin, fils de Wilhelmine et Louis II, épousa la duchesse Mathilde de Bavière, fille du roi Louis Ier, petite-fille de Maximilien Ier de Bavière et de sa première femme Wilhelmine de Hesse.
La grande-duchesse Wilhelmine mourut en 1836 à l'âge de 47 ans. Par sa fille Marie et son fils Charles, elle est l'arrière-grand-mère du dernier tsar et de la dernière tsarine. Par ses fils Charles et Alexandre, elle est l'ancêtre du roi Philippe VI d'Espagne, du prince de Galles et... de l'héritier du trône de Bade, Maximilien de Bade.

## Descendance

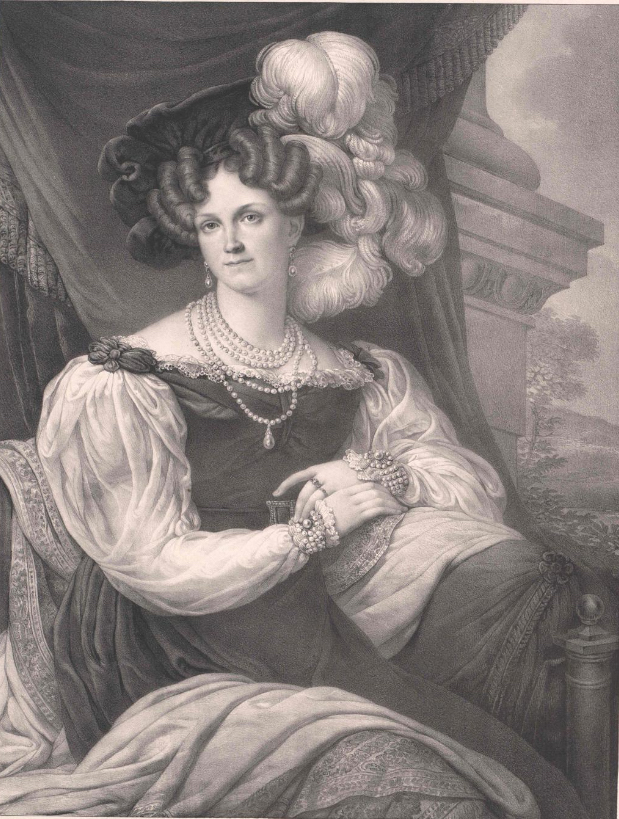
Wilhelmine de Bade

- Louis III de Hesse (1806-1877) épouse en 1833 Mathilde de Bavière (1813-1862) : sans postérité
- Charles de Hesse-Darmstadt (1809-1877) épouse en 1836 Élisabeth de Prusse (1815-1885), cousine germaine du kaiser Guillaume Ier ; parents de Louis IV de Hesse, lui-même père, entre autres enfants, de la tsarine Alix épouse de Nicolas II
- Élisabeth de Hesse-Darmstadt (1821-1826)
- Fille (1822-1822)
- Alexandre de Hesse-Darmstadt (1823-1886) contracte en 1851 un mariage morganatique (Maison de Battenberg ; Philippe VI d'Espagne, Charles d'Angleterre et Théodora de Grèce - mère de Maximilien de Bade - en descendent)
- Marie de Hesse-Darmstadt (1824-1880) épouse en 1841 Alexandre II, tsar de Russie (1818-1881) : parents d'Alexandre III, lui-même père de Nicolas II